# Polypodiodes raishaensis
Polypodiodes raishaensis är en stensöteväxtart som först beskrevs av Eduard Rosenstock, och fick sitt nu gällande namn av S. G. Lu. Polypodiodes raishaensis ingår i släktet Polypodiodes och familjen Polypodiaceae. Inga underarter finns listade.